# Saaristattus tropicus
Saaristattus tropicus là một loài nhện trong họ Salticidae.
Loài này thuộc chi Saaristattus. Saaristattus tropicus được Dmitri Viktorovich Logunov & Azarkina miêu tả năm 2008.